# Warchlino
Warchlino (deutsch Groß Wachlin) ist ein Dorf in der Landgemeinde Stargard im  Powiat Stargardzki (Stargarder Kreis) der polnischen Woiwodschaft  Westpommern.

## Geographische Lage
Das Kirchdorf liegt in Hinterpommern, etwa sechs Kilometer westlich  von  Łęczyca (Lenz),  sechs Kilometer nordwestlich von Małkocin (Mulkenthin) und etwa 20 Kilometer südöstlich von  Goleniów (Gollnow).
Östlich des Dorfes, das an einem See liegt, der es von Warchlinko (Klein Wachlin)  trennt, befindet der Aschbruch, der vom Aschbach durchflossen wird.

## Geschichte
In der Umgebung des ehemaligen Ritterguts Groß Wachlin sind ausgedehnte Begräbnisfelder aus vorchristlicher Zeit gefunden worden, auf denen sich u. a. auch von großen Feldsteinen umkränzte Hünengräber befanden.
Ein Teil des Gutsbezirks Groß Wachlin war 1390 von einem Angehörigen der alten pommerschen Familie Ueckermann aufgekauft worden, die hier noch im 18. Jahrhundert sesshaft war.  Ab 1747 hatte der Gutsverwalter Christian Nasse das Vorwerk in Pacht. Nachdem der Hauptmann Friederich Leopold von Ueckermann, der zuletzt alleiniger Besitzer von Groß Wachlin und eines Teils von Roggow geworden war, 1764 verstorben war, veräußerten seine Erben diese Güter 1765 an den Hauptmann Gottfrid Ulrich von Löwenklau, der mit seiner Frau, Engel Theodora Francisca Elisabeth, geb. von Ueckermann, noch 1778 hier wohnhaft war. Um 1780 gab es in dem Gutsbezirk ein Vorwerk, sechs Bauern, einen Prediger, einen Küster  und insgesamt  19 Feuerstellen (Haushaltungen). 1787 veräußerte die Familie Löwenklau das ganze Gut Groß Wachlin sowie ihren Besitz in Klein Wachlin und Roggow für 20.000 Taler erblich an den Hauptmann Friedrich David Jakob von Schöning. Seit dem  1. April 1819 befand sich das Gut Groß Wachlin im Besitz von Johann Daniel Thiede, der es 1845 seiner Witwe vererbte. Letztere ging eine zweite Ehe mit dem Obergerichts-Assessor August Mühlenbeck ein, der seit 1868 titulierter Besitzer des Ritterguts Groß Wachlin war. Mühlenbeck war von 1862 bis 1866 und von 1870 bis 1879 Mitglied des Preußischen Abgeordnetenhauses.
Im Jahr 1945 gehörte Groß Wachlin zum Landkreis Naugard im Regierungsbezirk Stettin der preußischen Provinz Pommern.
Im Zweiten Weltkrieg eroberte Anfang Februar 1945 die Rote Armee die Region und unterstellte sie bald darauf der Verwaltung der Volksrepublik Polen. Nach Kriegsende  setzte allmählich die Zuwanderung polnischer Migranten ein. Anschließend wurde bis 1947 die „wilde“ Vertreibung der einheimischen Bevölkerung vorgenommen.

### Demographie
| Jahr | Anzahl Einwohner | Anmerkungen                                 |
| ---- | ---------------- | ------------------------------------------- |
| 1816 | 97               | [ 8 ]                                       |
| 1822 | 97               | mit dem Vorwerk und der Schäferei Bienenhof |
| 1867 | 174              | am 3. Dezember                              |
| 1871 | 187              | am 1. Dezember, ausschließlich Evangelische |
| 1910 | 127              | [ 11 ] [ 12 ]                               |
| 1933 | 156              | [ 13 ]                                      |
| 1939 | 161              | [ 13 ]                                      |

### Kirchspiel bis 1945
Im 18. Jahrhundert war die Dorfkirche eine Mutterkirche gewesen, deren Filialen die Dörfer Klein Wachlin und Roggow waren und die zur Synode Massow gehörte. Nach Auflösung der Pfarre im Jahr 1823 kam auch Klein Wachlin zur Parochie Mulkenthin, und Roggow wurde zur Parochie Pützerlin gelegt.